# 基尔堡 (韦斯特林山县)
基尔堡（德語：Kirburg，發音：[ˈkɪʁbʊʁk]）是德国莱茵兰-普法尔茨州韦斯特林山县的市镇，面积4.05平方千米，2023年12月31日人口为613人。